# Nombre de rotation
En mathématiques, et plus précisément en théorie des systèmes dynamiques, le nombre de rotation est un invariant des homéomorphismes du cercle. Il fut introduit par Henri Poincaré en 1885, en relation avec la précession du périhélie des orbites planétaires. Poincaré démontra par la suite qu'il n'existe d'orbite périodique que si le nombre de rotation est rationnel.

## Définition
Soit f: S1 → S1 un homéomorphisme du cercle S1 = R/Z préservant l'orientation. Alors f peut être relevé (de manière unique à un entier près) en un homéomorphisme F: R → R de la droite numérique ; plus précisément, si f(a)=0 (en identifiant S1 à [0,1[), on a F(x) = f(x) pour 0 ≤ x < a, F(x) = f(x) + 1 pour a ≤ x < 1, et F(x + 1) = F(x) +1 pour tout x réel (la fonction F – IdR est donc 1-périodique).
Le nombre de rotation de f est alors défini à l'aide des itérées de F :
avec Fn = F∘F∘…∘F (n fois).
Henri Poincaré a démontré que la limite existe et est indépendante de x ; si on remplace F par F + p, cette limite est également augmentée de p, aussi le nombre de rotation est-il défini à un entier près (ou plutôt est un élément bien précis de R/Z). Intuitivement, il mesure l'angle de rotation moyen le long d'une orbite de f.

## Exemples
Si f est une rotation d'angle θ, et donc si F(x) = x + θ, son nombre de rotation ω(f) est égal à θ.
Si f admet un point fixe a = f(a), son nombre de rotation est nul.
S'il existe un a tel que f(a) ≠ a et f(f(a)) = a, alors ω(f) = 1/2. Plus généralement, si
f admet un point périodique a tel que fq(a) = a, et donc que Fq(a) = a + p, alors ω(f) est égal à p/q et est donc rationnel.

## Propriétés
Le nombre de rotation est invariant par semiconjugaison topologique : si f et g sont deux homéomorphismes du cercle et qu'il existe une application continue h, non nécessairement bijective, du cercle dans lui-même telle que h∘f = g∘h, alors f et g ont les mêmes nombres de rotation. Ce résultat fut utilisé par Poincaré et Arnaud Denjoy pour classer les homéomorphismes du cercle. Il y a essentiellement deux types d'homéomorphismes f, selon les orbites possibles de f (une orbite est la suite des valeurs x, f(x), f(f(x)),... pour un x donné) :
- Le nombre de rotation de f est rationnel : ω(f) = p/q (sous forme irréductible). Alors f admet une orbite périodique, toutes les orbites périodiques sont de période q, et l'ordre des points de chacune de ces orbites coïncide avec celui d'une rotation d'angle p/q. De plus, chaque orbite de f converge vers une orbite périodique.
- Le nombre de rotation de f est un irrationnel θ. Alors f n'admet pas d'orbite périodique. On peut distinguer deux sous-cas :

1. Il existe une orbite dense. Dans ce cas, f est conjuguée par un homéomorphisme h à la rotation irrationnelle r : x ↦ x + θ (c'est-à-dire que f = h∘r∘h−1), et toutes les orbites sont denses. Denjoy a démontré que c'est toujours le cas si f admet une dérivée seconde continue.
2. Il existe un ensemble C, homéomorphe à l'ensemble de Cantor, et invariant par f. Alors les orbites de tous les points ont C pour valeurs d'adhérence. Dans ce cas, f est seulement semiconjuguée à r par une application continue h (c'est-à-dire que h∘r = f∘h), et h est constante sur le complémentaire de C.

D'autre part, le nombre de rotation est continu en tant qu'application allant du groupe des homéomorphismes du cercle (muni de la topologie de la convergence uniforme) vers le cercle.

La construction de l'exemple de Denjoy de l'homéomorphisme d'un cercle avec un nombre de rotation irrationnel, qui n'est pas équivalent à la rotation

## Généralisations
La notion de nombre de rotation ne s'étend même pas, sous cette forme, aux applications continues du cercle dans lui-même d'indice 1, mais non bijectives : Arnold a donné le simple contre-exemple f : x ↦ x + sin(2πx), pour lequel la limite définissant ω(f) peut, selon x, prendre différentes valeurs, voire ne pas exister. Cependant, on peut dans ce cas associer à chaque x son ensemble de rotation, ensemble des valeurs d'adhérence de la suite des Fn(x)/n ; la même construction s'applique alors, par exemple, à des homéomorphismes de la couronne { (x, y) | 1 < x2 + y2 < 2 }, ou du tore S1×S1 ; son étude est connue sous le nom de théorie de la rotation (Misiurewicz 2007).